# La piedra de cristal
La Piedra de Cristal (en inglés: The Crystal Shard), es el primer libro de la saga El valle del viento helado, del escritor R. A. Salvatore. 

## Argumento
Akar Kessell, un ambicioso aprendiz de mago que ha asesinado a su maestro, encuentra por casualidad la Piedra de Cristal, un objeto perverso perdido durante miles de años y poseedor de un poder casi infinito. La Piedra utiliza a Kessell para su proyecto maléfico y le inspira la idea de crear un ejército todopoderoso para conquistar Diez Ciudades, un grupo de poblaciones que viven de la pesca. Kessell reúne a sus huestes de monstruos y las lanza al ataque. Sin embargo, los habitantes de ese lugar no están dispuestos a dejarse dominar y les plantan cara.